# Carpino
Carpino é uma comuna italiana da região da Puglia, província de Foggia, com cerca de 4.084 habitante (31/12/2018).  Estende-se por uma área de 82 km², tendo uma densidade populacional de 57 hab/km². Faz fronteira com Cagnano Varano, Ischitella, Monte Sant'Angelo, Vico del Gargano.

## Demografia
| Variação demográfica do município entre 1861 e 2011                               |
|                                                                                   |
| Fonte: Istituto Nazionale di Statistica (ISTAT) - Elaboração gráfica da Wikipedia |